# Hydrofluoroléfine
Pour les articles homonymes, voir HFO.
Une hydrofluoroléfine (HFO) ou un hydrofluoroalcène est un composé organique, dérivé fluoré des alcènes. Les HFO sont constitués d'un squelette carboné contenant au moins une liaison double carbone-carbone (alcène), dont l'un ou plusieurs atomes d'hydrogène ont été substitués par un/des atome(s) de fluor, mais pas la totalité. Ils se distinguent des hydrofluorocarbures (HFC) par la présence de cette double liaison.
Les HFO sont développés pour être la « quatrième génération » de fluides frigorigènes (réfrigérants), avec un potentiel de réchauffement global (PRG) plus faible que celui des HFC.
On compte parmi les actuels HFO le 2,3,3,3-tétrafluoropropène (HFO-1234yf) et le 1,3,3,3-tétrafluoropropène (HFO-1234ze), développés notamment pour remplacer le 1,1,1,2-tétrafluoroéthane (R-134a), un HFC actuellement utilisé dans la plupart des systèmes de climatisation automobiles, ou encore le 1-chloro-3,3,3-trifluoropropène (HFO-1233zd).